# 高橋理喜男
高橋 理喜男（たかはし りきお、1928年 - ）は、造園学者。大阪府立大学名誉教授。日本大学教授を歴任。造園学のうち、公園史と都市林を研究。
大阪自然環境保全協会会長、和歌山県自然環境保全審議会委員、都市緑化基金評議員会会長などを歴任。
農学博士。福島県三春町出身。

## 略歴
- 1952年（昭和27年）東京大学農学部農学科卒業
- 1952年（昭和27年）東京都立園芸高等学校教諭
- 1957年 （昭和32年）大阪府立大学旧農学部助手
- 1970年（昭和45年）大阪府立大学旧農学部教授
- 1970年（昭和45年）第1回日本公園緑地協会北村賞受賞
- 1970年（昭和45年）日本造園学会賞受賞
- 1991年（平成3年）大阪府立大学を退官し、日本大学農獣医学部教授に就任
- 1996年（平成8年）日本大学生物資源科学部教授
- 1998年（平成10年）日本大学を退職
- 2000年（平成12年）第18回日本造園学会上原敬二賞受賞

## 著書
- 『絵本の中の都市と自然』 東方出版, 2001年
- 『造園学』 朝倉書店, 1986年
- 『都市林の設計と管理』 農林出版, 1977年
- 『緑の景観と植生管理』 ソフトサイエンス社, 1987年
- 『緑の作戦』(大月フォーラムブックス; 5) 大月書店, 1981年